# Музей Ага-хана
Музей Ага-хана (англ. Aga Khan Museum) — музей исламского и иранского искусства, исламской культуры, расположенный в районе Норт-Йорк города Торонто (провинция Онтарио, Канада). Его создание стало инициативой агентства Aga Khan Trust for Culture сети Aga Khan Development Network. Помимо основных коллекций исламского искусства и культурного наследия в музее хранятся артефакты из частных коллекций Ага-хана IV, лондонского Института исмаилитских исследований и Садруддина Ага-хана.

## История

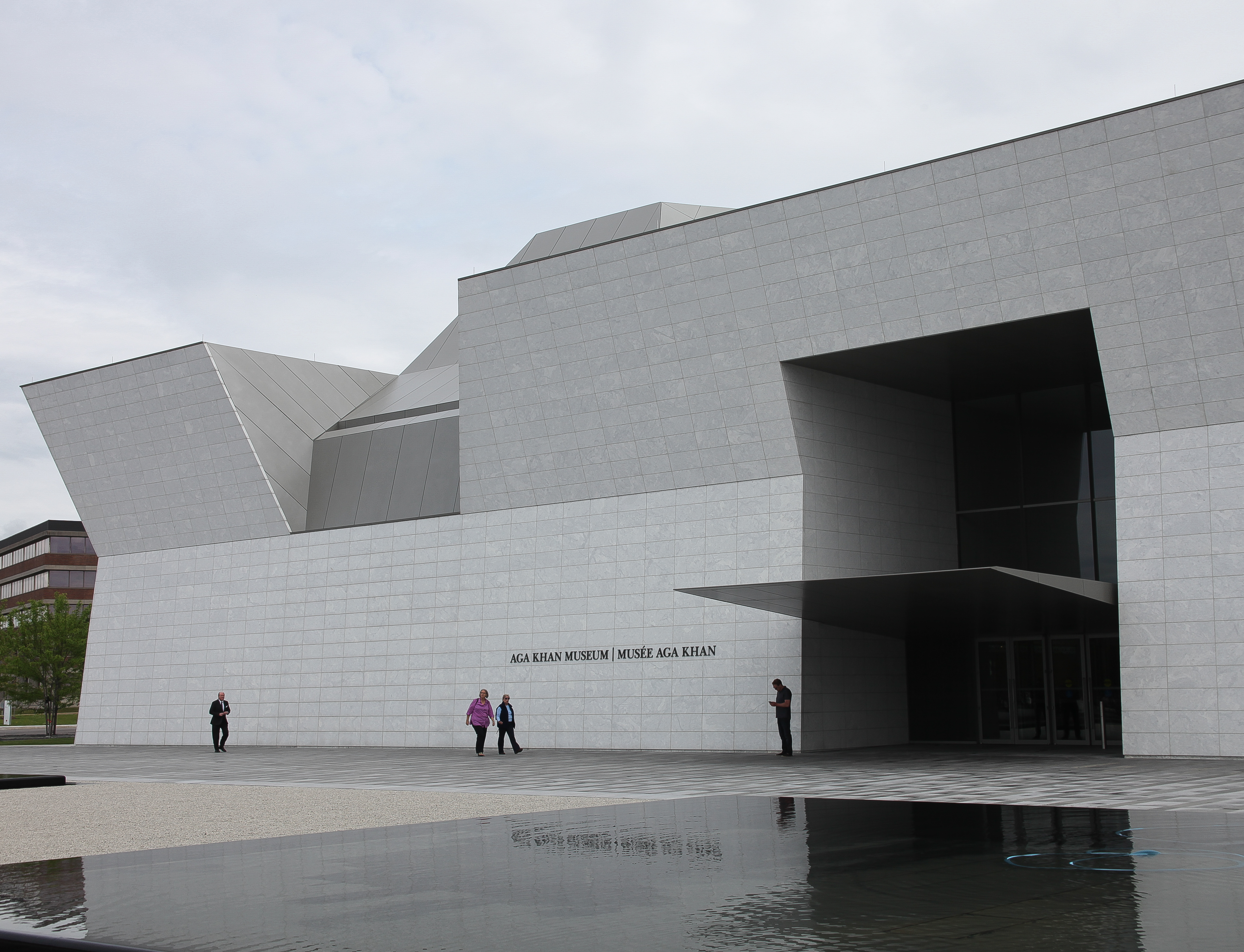
Здание музея, архитектор Фумихико Маки.

В 1996 году Ага-хан через шелл-компанию приобрёл в собственность участок в Торонто по адресу 77 Wynford Drive. В 2002 году он приобрёл соседнее здание, ранее бывшее головным офисом обувной фирмы Baťa. 8 октября 2002 года Aga Khan Development Network (AKDN) объявила о создании музея Ага-хана, Исмаилитского центра и парка на этом месте. Модернистское здание фирмы Baťa, несмотря на желание защитников архитектурного наследия его сохранить, было снесено в 2007 году, чтобы освободить место для проекта. Церемония закладки его фундамента была проведена при участии премьер-министра Канады Стивена Харпера и Аги-хана 28 мая 2010 года.
Здание музея было спроектировано обладателем Притцкеровской премии Фумихико Маки. Оно занимает площадь в 10 000 квадратных метров и расположено в окружении большого парка (Парк Ага-хан парк), разработанного ландшафтным архитектором Владимиром Джуровичем. Музей соседствует с Исмаилитским центром, спроектированным индийским архитектором Чарльзом Корреа. Маки, Джурович и Корреа работали в сотрудничестве с торонтской архитектурной фирмой Moriyama и Teshima.
Музей был открыт 18 сентября 2014 года.

## Коллекция

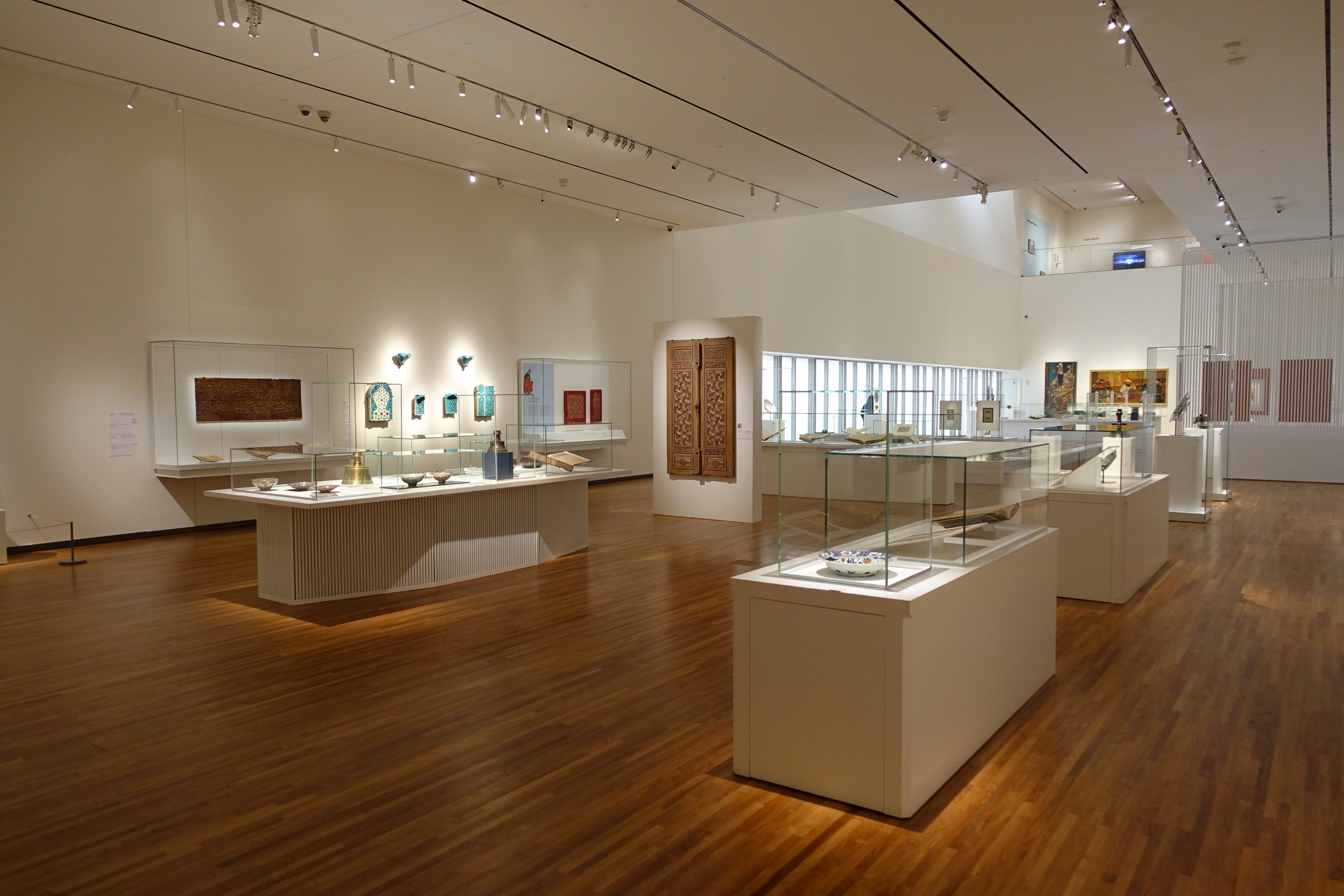
Экспозиция Музея Ага-хана.

Миссия музея заключается в приобретении, сохранении, экспонировании и интерпретации артефактов, относящихся к интеллектуальным, культурным, художественным и религиозным традициям мусульманских общин прошлого и настоящего. Артефакты включают в себя керамику, металлические изделия и картины, охватывающие все периоды исламской истории. Среди рукописей, представленных в музее, есть и самый ранний известный экземпляр книги Ибн Сины «Канон врачебной науки», датированный 1052 годом.
Коллекция, содержащая около 1 000 единиц хранения, включает в себя и несколько примечательных рукописей Корана, демонстрирующих разнообразие письменности и декоративных стилей, которые развивались в мусульманском мире. Среди них есть североафриканский фолиант VIII века, представляющий самый ранний стиль куфического письма, нанесённого на пергамент. Страница из Голубого Корана демонстрирует пример золотого куфического письма на пергаменте цвета индиго..

## Выставки в Европе
Отдельные экспонаты из коллекции музея были представлены на выставках Музея Ага-хана в европейских городах:
- Палаццо делла Пилотта, Парма[11][12]
- Исмаилитский центр, Лондон[13]
- Лувр, Париж[6][14]
- Музей Галуста Гюльбенкяна, Лиссабон[15]
- Кайша-форум, Мадрид
- Кайша-форум, Барселона[16]
- Martin-Gropius-Bau, Берлин[17]
- Музей Сакып Сабанджи, Стамбул[18]
- Эрмитаж, Санкт-Петербург[19]

## В массовой культуре
- Музей появляется в эпизоде «Лета» сериала Звёздный путь: Дискавери, где он использовался в качестве съемочной площадки для сцен на планете Вулкан.
- Научная конференция в фильме Короче была снята в музее.